# Partido para la Transformación de Honduras
Partido para la Transformación de Honduras (PTH) var ett illegalt politiskt parti i Honduras, bildat 1967 av maoistiska utbrytare från det Honduranska kommunistpartiet.
Partiets ursprungliga namn var Partido Comunista Marxista-Leninista de Honduras (PCMLH).
1992 var PTH om att, tillsammans med tre andra vänsterpartier, bilda det nya partiet Unificación Democrática (UD). PTH är det enda av dessa partier som kvarstår som en juridisk person, inom UD:s ram.